# Vialis
Vialis Railway Systems, voorheen Vialis NMA Railway Signalling, ontwikkelt, test, verkoopt en installeert onder meer seinpalen, wisselstellers en overweginstallaties. Het bedrijf is onder meer voortgekomen uit de Nederlandse Machinefabriek Alkmaar (NMA), die zelf ook nog altijd bestaat.

## Geschiedenis

### Nederland Haarlem
In 1925 werd Fabriek en Handelsbureau 'Nederland'  te Haarlem opgericht, later omgedoopt tot Nederland Haarlem. Het was een familiebedrijf, waarvan de familie Zondervan de eigenaar was. Hun slogan: Wij maken alles wat langs de weg staat en niet vanzelf groeit geeft hun activiteiten treffend weer.In 1991 kwam het bedrijf in handen van Volker Stevin. In 1999 werd het samengevoegd met Volker Stevin Systems en verdween de naam Nederland Haarlem en het bedrijf ging Vialis Traffic heten.

### ElectroRail
ElectroRail (ER) was een in Zeist gevestigde dochter van de Nederlandse Spoorwegen, die in 1948 werd opgericht om het spoorwegnet te herbouwen en moderniseren. In 1990 is hieruit ER Verkeers- en Industriële Systemen ontstaan, dat in 1997 geprivatiseerd werd en deel ging uitmaken van VolkerWessels. Het werd toen omgedoopt tot Volker Stevin Systems. In 2001 werd het aan de Vialis-groep toegevoegd.

### Nederlandse Machinefabriek Alkmaar
De NMA is een oud bedrijf, opgericht in 1879. Zoals de naam aangeeft was het eerst gevestigd in Alkmaar en heette het Machinefabriek Alkmaar (MFA). Vroeger leverde men de bekende Alkmaarse Handelinrichtingen: de grote installaties waarmee wissels en seinen werden bediend. Het oude logo met de letters A en Y (Alkmaarse IJzer- en Metaalgieterij) is nog steeds bij vrijwel elke overweginstallatie in Nederland te zien. Dit bedrijf werd in 1991 verzelfstandigd en was een van de onderdelen van NMA Railway Signalling, toen in Broek op Langedijk gevestigd. Dit bedrijfsonderdeel werd in 2001 eveneens overgenomen door VolkerWessels, en toegevoegd aan de Vialis-groep.

### ComboNet
In 2005 heeft Vialis het Hilversumse ComboNet overgenomen van Connexxion. ComboNet verzorgde sinds 1993 het gebruik en dataverkeer van de combofoon, die gebruikt werd in alle lijnbussen in Nederland. Sinds de overname gaat ComboNet verder als Vialis ComboNet. Vialis ComboNet onderhoudt nog steeds de combofoon en enkele Dynamische Reizigers Informatiesystemen (DRIS) op busstations of bushalten, die communiceren met de combofoon.

## Vestigingen
Het bedrijf heeft drie vestigingen, in Haarlem (Vialis Traffic), Arnhem (Vialis Traffic) en in Houten (Vialis Rail) Tot april 2007 was er ook een vestiging in Broek op Langedijk.

## Afzetmarkt
Nederland is de belangrijkste markt voor het bedrijf, maar het is ook actief in het buitenland, zoals bijvoorbeeld in Indonesië, waar het spoorwegnet in de Nederlandse koloniale tijd is ontstaan en waar door de NMA veel installaties zijn geleverd. Na de tsunami van december 2004 waren er ook medewerkers van Vialis actief in Sri Lanka, om mee te helpen met het herstel van het door de tsunami vernielde spoorwegnet. Het bedrijf levert niet alleen materialen voor spoorwegen maar ook voor autowegen, zoals de matrixborden die boven snelwegen hangen. Daartoe heeft Vialis een aantal onderdelen:
- Vialis Railway Systems (spoorwegsystemen)
- Vialis Traffic (wegverkeerssystemen)
- Vialis Public Transport (openbaar-vervoerssystemen)
- Vialis Infratechniek te Lienden

## Trivia
Tot 1 oktober 2010 was Vialis betrokken bij de ontwikkeling en het onderhoud van apparatuur van het OV-chipkaartsysteem. Dit deed het bedrijf vanaf mei 2003 samen met de Thales Groep (voorheen ook Accenture en MTR Corporation) onder de naam East West. Op 1 oktober 2010 zijn alle aandelen van Vialis in dit project overgedragen aan Thales.

## Fotogalerij

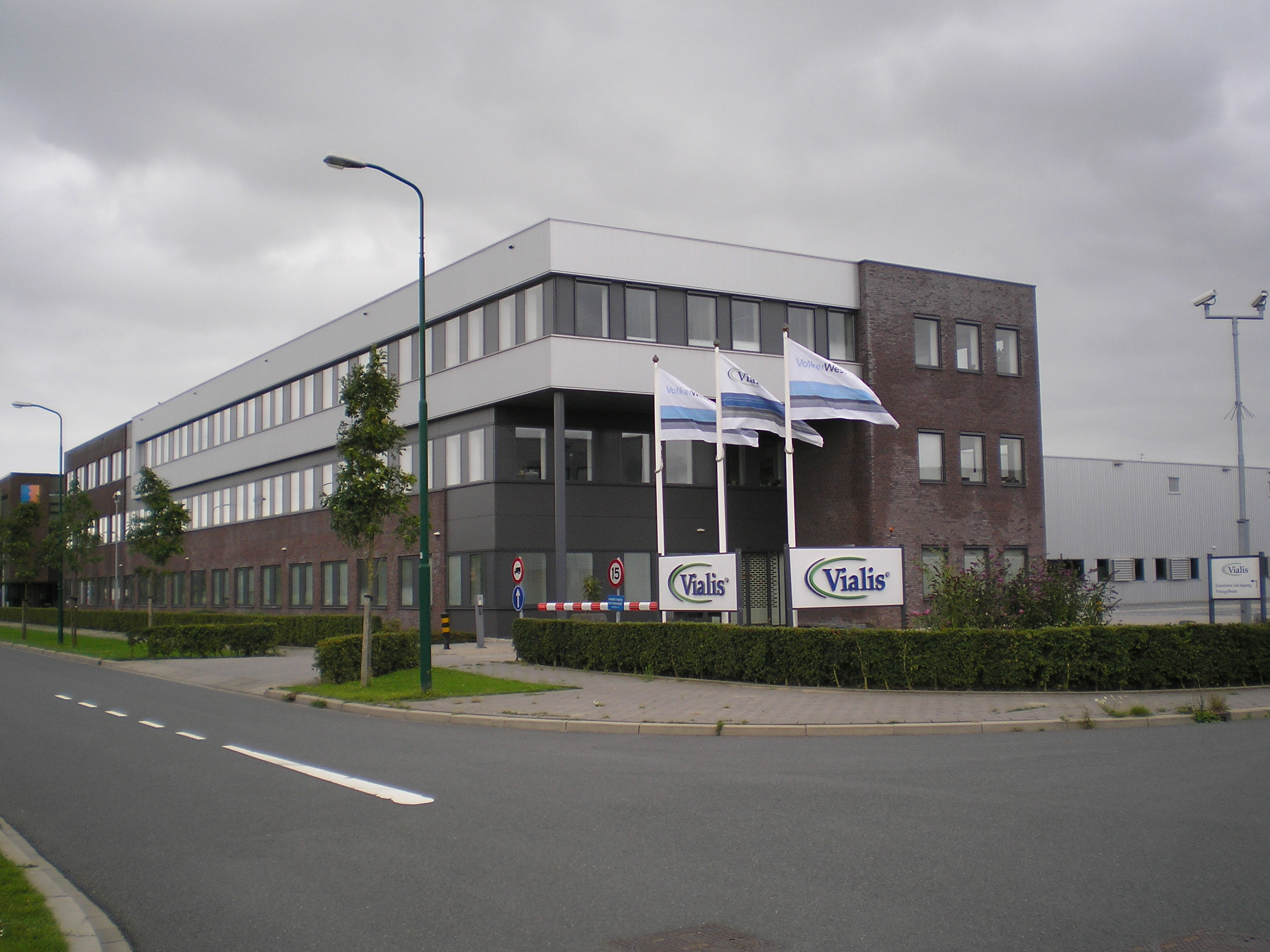
Vialis VolkerWessels Loodsboot 15 te Houten Nederland.
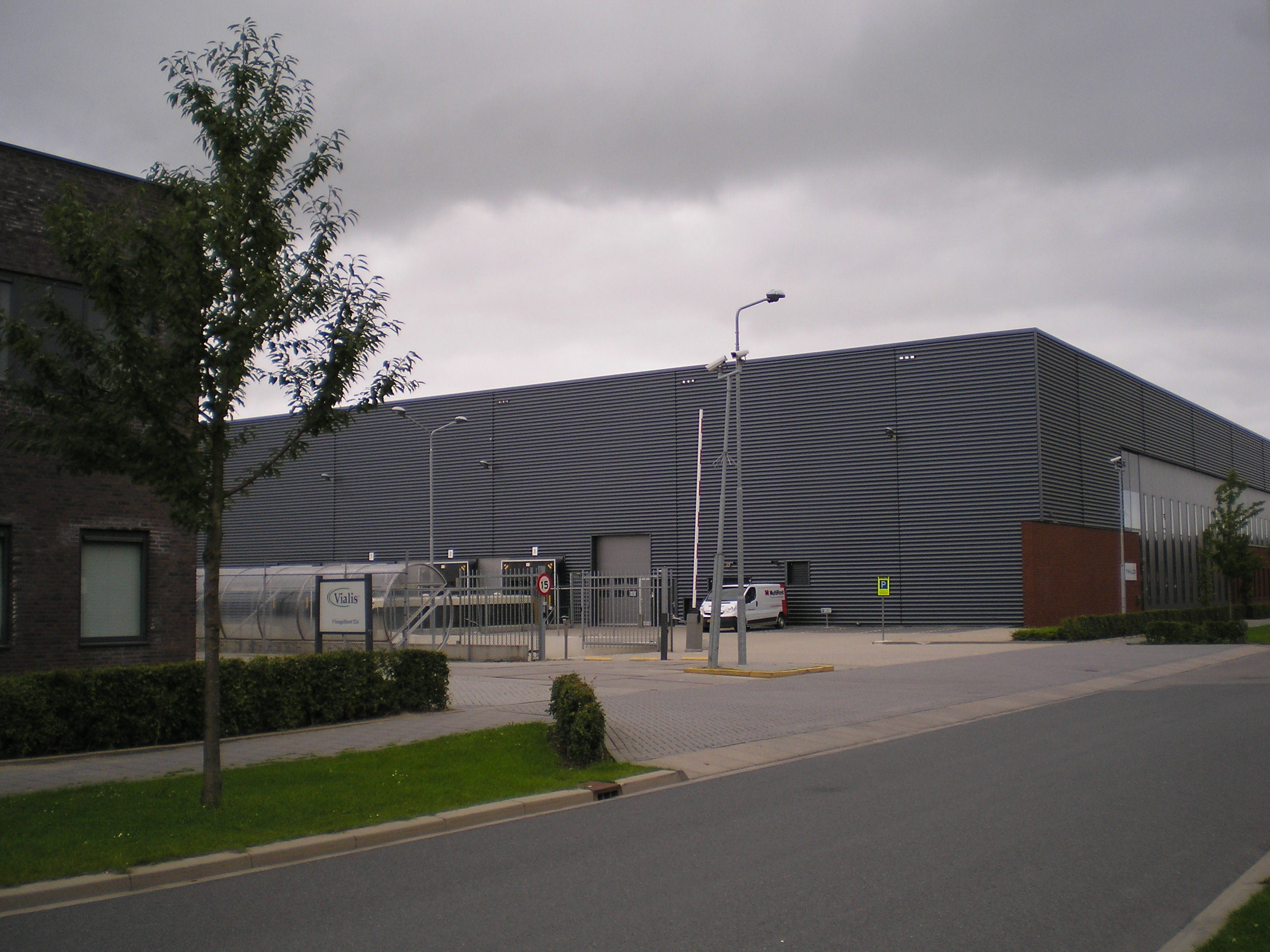
Vialis en Thales[4] aan de Vleugelboot te Houten Nederland.
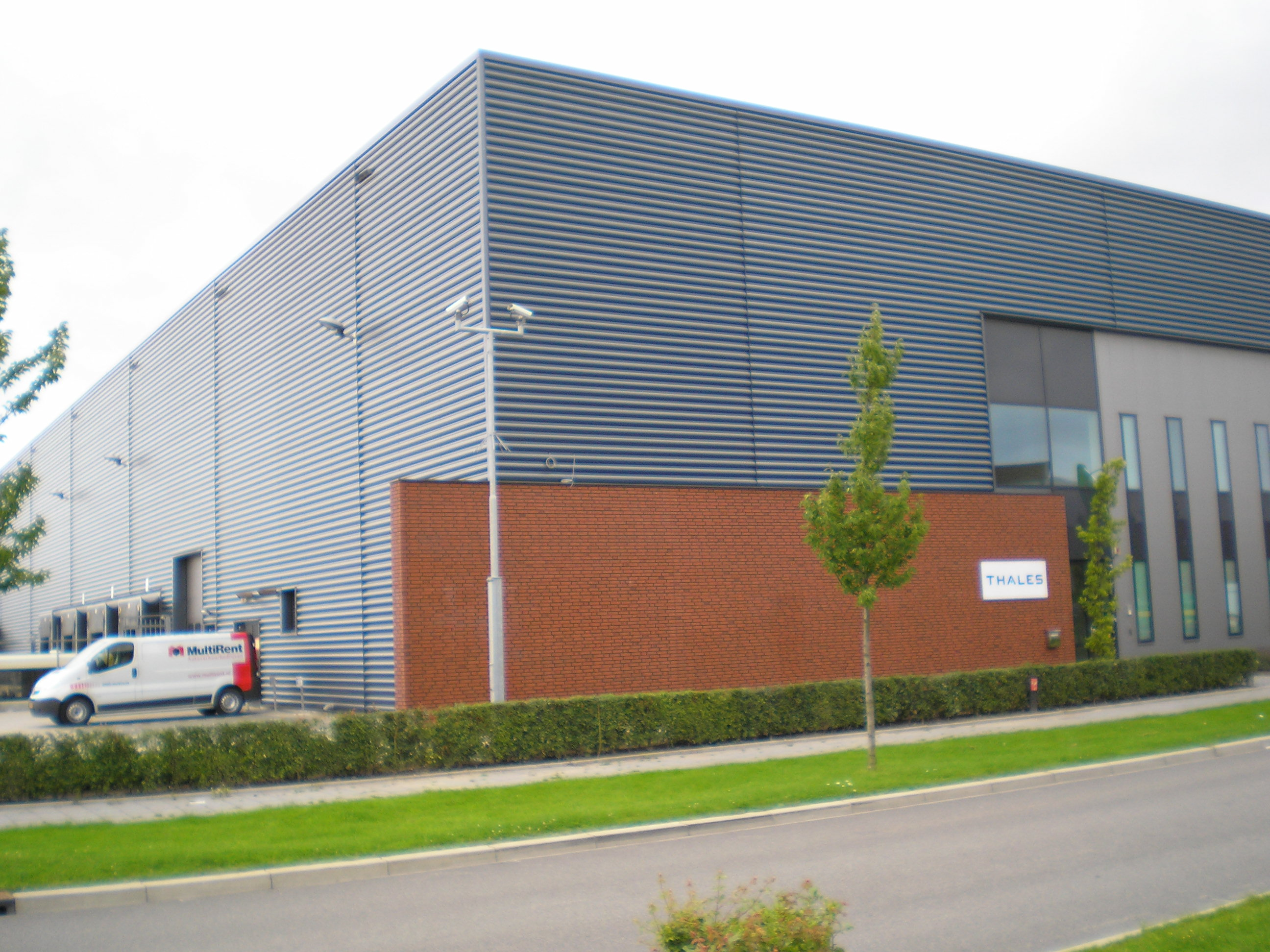
Thales aan de Vleugelboot te Houten waar eerst Vialis zat met de ov-chipkaartactiviteiten die zijn aandeel over deed aan    Thales